# Joannie Rochette
Joannie Rochette, född 13 januari 1986 i Montréal, är en kanadensisk konståkare. Hon tog silver VM 2009 och brons vid OS i Vancouver.
Två dagar innan tävlingarna i OS började avled Rochettes mor plötstligt i en hjärtinfarkt.

## Externa länkar

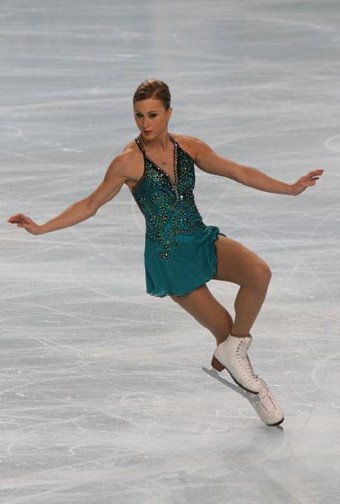
Joannie Rochette på isen